# Mako Iwamatsu

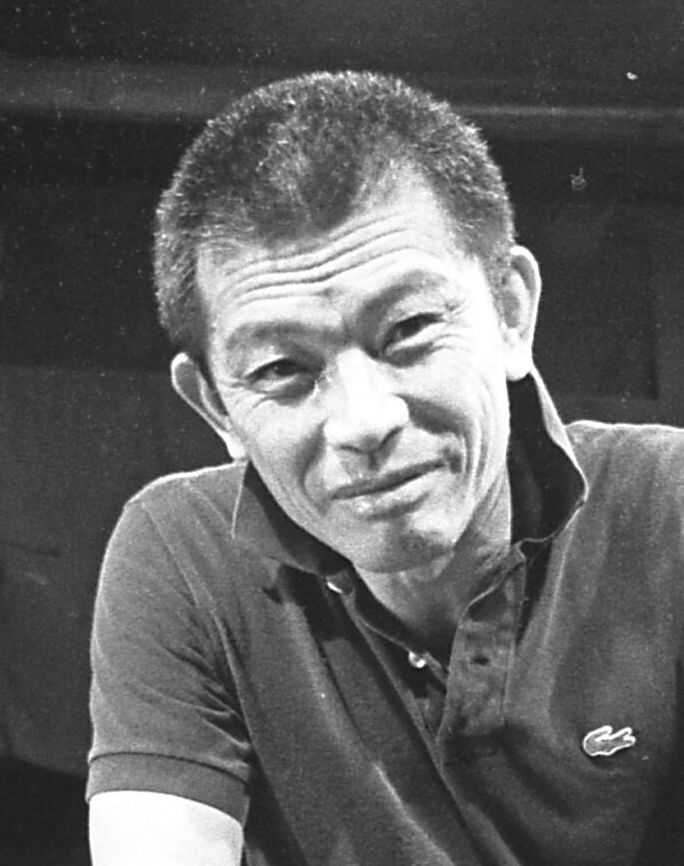
Makoto Iwamatsu, ou simplesmente Mako, em 1986.

"Makoto Iwamatsu" (Japonês: 岩松 信 ou いわまつ まこと) (Kobe, 10 de dezembro de 1933 — Somis, Califórnia, 21 de julho de 2006), mais conhecido como Mako, foi um ator japonês nomeado para um Oscar pela sua atuação no filme The Sand Pebbles, conhecido também pela sua participação em Avatar: The Last Airbender dublando Iroh, da nação do fogo, tio de Zuko e em Samurai Jack como Aku. Mako também participou de filmes como Conan the Barbarian e Conan the Destroyer interpretando Mago Akiro.

## Vida pessoal de Mako
Nascido no Japão, em Kobe, filho do famoso escritor japonês Taro Yashima. Seus pais se mudaram para os Estados Unidos, juntando-se a eles apenas em 1949, começando a estudar arquitetura. Juntou-se ao exército em 1950 e se tornou um cidadão naturalizado americano em 1956. Durante seu serviço militar, descobriu seu talento teatral e ensaiou no Pasadena Community Playhouse enquanto estava de licença. Mako foi casado com a atriz Shizuko Hoshi e teve duas filhas com ela, também atrizes. Ele tinha três netos.

## Carreira
O primeiro papel de Mako no cinema foi em 1959, no filme Never So Few. Frustrado com os papéis limitados disponíveis para ele e outros atores asiático-americanos, em 1965, Mako e seis outros atores, incluindo James Hong, fundaram o East West Players Theater Company, tendo suas primeiras reuniões realizadas no porão de uma igreja. A empresa foi uma das primeiras organizações de teatro asiático-americanos e não só forneceu um local de encontro para os atores asiático-americanos ensaiarem e executarem suas obras, mas alimentou muitos dramaturgos asiático-americanos. Mako permaneceu diretor artístico da empresa até 1989. Ele foi nomeado para um Oscar de melhor ator coadjuvante por seu papel no filme de 1966 The Sand Pebbles e um Tony Award como ator principal em um musical de 1976, Pacific Overtures. Em 2005, ele teve uma participação especial em Memoirs of a Geisha. Seu último papel de liderança foi em 2005, no filme Cages, escrito e dirigido por Graham Streeter.
Mako estava entre os atores, produtores e diretores entrevistados no documentário de 2006, The Slanted Screen, dirigido por Jeff Adachi, a respeito de homens asiáticos e asiático-americanos em Hollywood.
Em honra à Mako a equipe de Avatar: The Last Airbender o homenageou no final do conto de Iroh em "Os Contos de Ba Sing Se".

## Morte
Mako morreu em 2006 no estado da Califórnia, após um breve período de sofrer de câncer de esôfago. Um dia antes de sua morte, Mako tinha sido confirmado para estrelar o filme Teenage Mutant Ninja Turtles (2007) como a voz de Splinter. O diretor do filme Kevin Munroe confirmou que Mako tinha completado sua gravação antes de sua morte, o filme termina com uma dedicatória a Mako. Além dessa, Mako também é homenageado no episódio 15 do Livro dois de "Avatar: The Last Airbender". No episódio, o personagem Iroh, dublado até então por Mako, canta uma canção enquanto presta homenagem ao filho morto na guerra.